# Ernest Gardner
Ernest Arthur Gardner (født 16. marts 1862 i London, død 27. november 1939) var en engelsk klassisk arkæolog, bror til Percy Gardner. 
Han var 1887—95 direktør for den engelske arkæologiske skole i Athen, senere professor ved University College i London. 1915—17 deltog han som officer i 1. Verdenskrig (Saloniki). Navnlig under sin tid i Athen dels foretog han selv, dels ledede han talrige udgravningsarbejder i Naukratis i Ægypten, Paphos på Cypern og Megalopolis. 
Han skrev talrige studier over græsk kunst og arkæologi, samt redegørelser for undersøgelser. Blandt disse kan nævnes: Introduction to Greek Epigraphy (1887); Handbook of Greek sculpture (2 bind, 1905, 2. udgave 1909, ny udvidet udgave 1915); Six Greek sculptors (1910); Religion and Art in ancient Greece (1910); The Art of Greece (1925).